# توما ووبورزکس
توما ووبورزکس (فرانسوی: Thomas Vaubourzeix‎؛ زادهٔ ۱۶ ژوئن ۱۹۸۹) دوچرخه‌سوار اهل فرانسه است.
از باشگاه‌هایی که در آن رکاب زده‌است می‌توان به دلکو–مارسی پوونس کی‌تی‌ام و دلکو–مارسی پوونس کی‌تی‌ام اشاره کرد.